# Freeze 'Em All
Freeze 'Em All — одноразовий концерт американського хеві-метал гурту Metallica, що відбувся в Антарктиді 8 грудня 2013 року. Концерт відбувся під куполом біля вертолітного майданчика бази Карліні в аргентинській Антарктиді, його відвідали 120 осіб, серед яких були як члени дослідницької групи бази, так і переможці лотереї, організованої компанією Coca-Cola. Концерт складався з десяти пісень, які прозвучали протягом години. Щоб запобігти шумовому забрудненню, концерт проходив без традиційного підсилення, а передавався глядачам через навушники. Концерт став першим в Антарктиді, який відіграв іноземний гурт, і зробив Metallica першим гуртом, який виступив на всіх семи континентах. Пізніше концерт був випущений як концертний альбом.

## Передісторія та виробництво

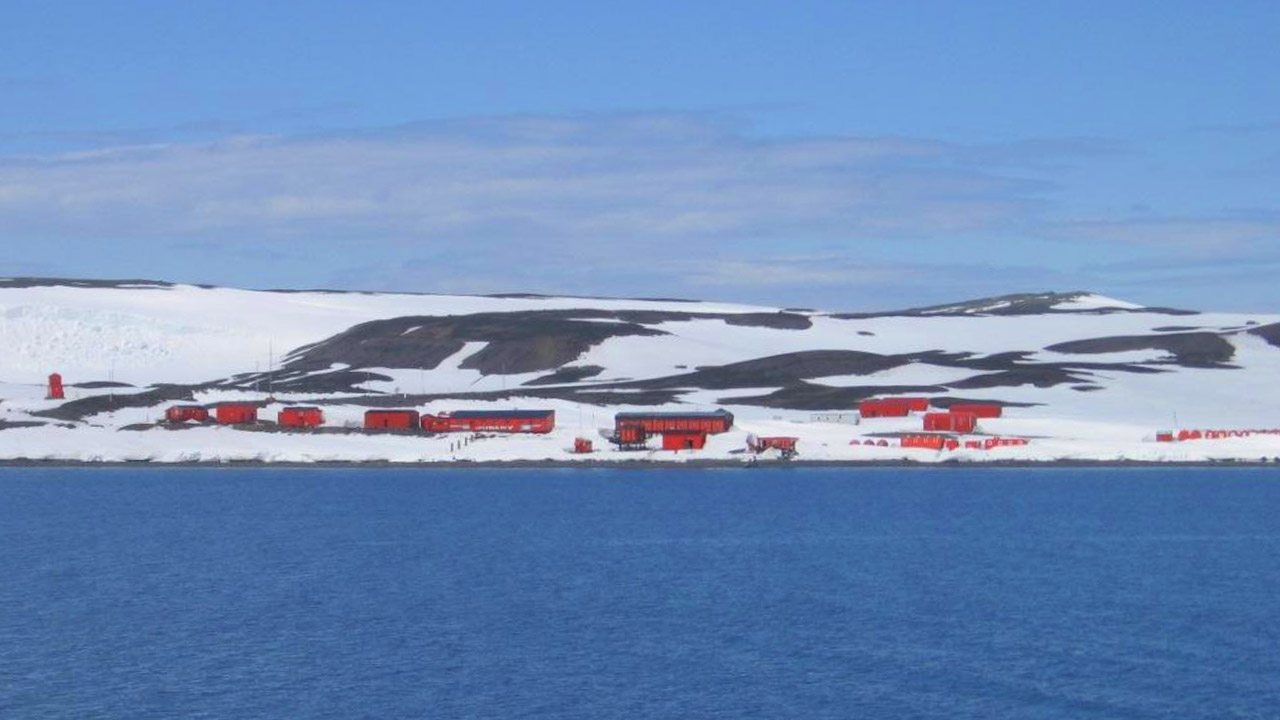
Фото бази Карліні у 2018 році

Freeze 'Em All відбувся на базі Карліні в аргентинській Антарктиді 8 грудня 2013 року. Вперше про концерт натякнув барабанщик Metallica Ларс Ульріх у вересні 2013 року, коли в грудні того ж року заявив, що «на нас чекає дуже цікава річ», і що «наближається ще один рубіж». Концерт був офіційно анонсований 25 жовтня 2013 року, коли гурт заявив, що «нам неймовірно пощастило відвідати майже всі куточки Землі… крім одного». Концерт був організований у співпраці з компанією Coca-Cola, яка запропонувала лотерею в шести латиноамериканських країнах — Аргентині, Чилі, Колумбії, Коста-Ріці та Мексиці — де десять переможців отримали восьмиденний круїз від Вогняної Землі до Антарктиди, щоб подивитися концерт
Freeze 'Em All став першим виступом гурту в Антарктиді, якщо не брати до уваги короткочасний виступ Nunatak, інді-рок-гурту, створеного дослідниками у 2007 році. Крім того, у 2008 році на континенті мав виступити гурт Fall Out Boy, але концерт було скасовано через погані погодні умови.

## Синопсис та відвідуваність
Концерт Freeze 'Em All тривав близько години, під час якого гурт виконав десять пісень під невеликим куполом біля вертолітного майданчика бази. Серед виконаних пісень були «Enter Sandman» і «Master of Puppets», в той час, як деякі пісні, такі як «Trapped Under Ice», було вирішено виключити. Концерт відвідало 120 осіб, серед яких були лише дослідники та переможці конкурсу. Відповідно до Міжнародного антарктичного протоколу, концерт відбувався без традиційного підсилення, а передавався глядачам через навушники. Це було зроблено для того, щоб зберегти місцеве середовище від шумового забруднення.

## Спадок
Metallica вважала концерт успішним, заявляючи, що це було «найунікальніше шоу», яке вони коли-небудь робили, і що «слова не можуть описати, наскільки всі були щасливі». З Freeze 'Em All Metallica встановила світовий рекорд Гіннеса, ставши першим гуртом, який виступив на всіх семи континентах, а також єдиним гуртом, який виступив на всіх континентах лише за один рік.

## Список композицій
Нижче наведено список пісень, виконаних під час Freeze 'Em All. 20 грудня 2013 року Metallica випустила концерт у вигляді концертного альбому на своєму сайті, з двома додатковими треками під назвами «Bass Solo» та «Kirk Solo».
1. «Creeping Death»
2. «For Whom The Bell Tolls»
3. «Sad but True»
4. «Welcome Home (Sanitarium)»
5. «Master Of Puppets»
6. «One»
7. «Blackened»
8. «Nothing Else Matters»
9. «Enter Sandman»
10. «Seek & Destroy»[1]